# L'importante è partecipare...
L'importante è partecipare... è il primo album in studio dei Camaleunti, pubblicato dalla Dracma Records nel 1989.

## Il disco
Il titolo dell'album è spiegato dalla copertina, che raffigura il corridore Ben Johnson, che pochi mesi prima aveva avuto alcuni problemi di doping.
Tra le canzoni dell'album, da ricordare Cecilia ti amavo, presentata qualche mese dopo alla prima edizione del Festival di Sanscemo e classificatasi al secondo posto, e pubblicata (ma in una diversa registrazione) su 45 giri insieme a Me ne ritorno a Gassino.
Tre brani verranno reincisi nel disco successivo: Polifemo aveva i Ray-Ban, Toga party e Caino (quest'ultima con il titolo cambiato in Caino cha cha cha).
All'interno dell'album, oltre ai testi, vi sono le foto dei sei componenti del gruppo da bambini, con alcune notizie divertenti.

## Formazione
- Marco Giecson: voce solista, tamburello
- Biagio Julio Cinquetti Bandini: cori e voci varie
- Mauro Baldan Bembo: batteria
- Claudio Badal Bimbo: pianola, organo
- Stefano BB Krin: chitarra elettrica
- Paolo Sesto: basso

## Tracce
LATO A
1. Polifemo aveva i Ray-Ban
2. Dai, vieni
3. Cecilia ti amavo
4. L'uomo chiamato Cavallo
5. Me ne ritorno a Gassino

LATO B
1. Caino
2. Nu bianc sec
3. La sfiga della scelta
4. Arrapanda
5. Toga party